# Hayley Okines
Hayley Leanne Okines (Arrington, 3 dicembre 1997 – Foxborough, 2 aprile 2015) è stata una ragazza britannica affetta da progeria, malattia rara che causa nel bambino malattie tipiche degli anziani e porta l'individuo ad una morte precoce, divenuta famosa per l'attenzione che riuscì a far avere alla sua malattia da parte dei media e dell'opinione pubblica.
La malattia le fu diagnosticata quando aveva appena due anni e i medici le diedero un'aspettativa di vita di 13 anni. I genitori acconsentirono quindi ad inserirla in un trial clinico che la costrinse a frequenti viaggi a Boston, dove riceveva il trattamento, ma che le consentì di sopravvivere ben oltre le aspettative dei medici. Morì infatti a 17 anni, nel 2015, a causa delle complicazioni dovute ad una polmonite.
Nel 2012 era stata pubblicata una sua autobiografia intitolata Old Before My Time, scritta assieme alla madre, Kerry, con il contributo di Alison Stokes.

## Apparizioni televisive
Hayley Okines fu protagonista di diversi speciali televisivi mandati in onda sia in Europa che negli Stati Uniti d'America. Uno di questi fu la trasmissione intitolata "Extreme Aging: Hayley's Story", mandata in onda da Discovery Health, la quale si focalizzava sul fatto che, sebbene la malattia fosse al momento letale, c'era, all'orizzonte, la possibilità di una cura. Nel Regno Unito, invece, un documentario televisivo intitolato "Extraordinary Lives" intervistò Hayley Okines riguardo alla sua malattia ed al modo in cui lei conviveva con essa.
All'eta di dieci anni, la Okines prese parte ad un episodio della serie televisiva britannica "Extraordinary People intitolato "Hope for Hayley", in cui si documentava uno dei tanti viaggi a Boston fatti dalla ragazza per ricevere il trattamento.
Il 20 gennaio 2012, all'età di 13 anni, Okines partecipò ad uno show televisivo francese dal titolo "Tous Différents" ("Tutti diversi"), quando già il suo fisico dimostrava un'età di 102 anni. 
Hayley Okines prese parte anche alla seconda delle tre puntate di un documentario intitolato "Make Me Live Forever", in cui il presentatore Michael Mosley trattava di tutta una serie di cure e trattamenti volti ad allungare la vita degli esseri umani. Il caso di Hailey fu discusso in relazioni ai telomeri (telomeri corti sono una delle caratteristiche della progeria) e il loro presunto ruolo nel processo di invecchiamento. 

## Libri
Il primo libro di Hayley Okines fu "Old Before My Time", in cui venivano ripercorsi i suoi primi anni di vita e la lotta con la progeria. Il suo libro seguente fu invece "Young At Heart" in cui venivano raccontati gli anni della sua adolescenza ed il suo rapportarsi da adolescente con i problemi derivanti dalla progeria, in particolare con la paralisi.

## Raccolte di fondi
Sebbene la statunitense Progeria Research Foundation sovvenzionasse il trattamento sperimentale a cui era sottoposta la Okines, la sua famiglia doveva comunque accollarsi i costi di tutti i viaggi fino a Boston. Furono quindi attivate molte raccolte di fondi per permettere alla ragazza e alla sua famiglia di sostenere quel gran numero di viaggi transoceanici. La squadra di calcio londinese del Chelsea F.C. raccolse migliaia di sterline attraverso lotterie di beneficenza in onore di Hayley e Steve Keens, dopo aver visto uno speciale sulla ragazza in tv, decise di percorrere oltre 1.700 km in bicicletta per sensibilizzare il mondo sul suo caso.

## "Voices of Tomorrow"
Quando Jane Winiberg vide uno speciale televisivo sulla progeria decise di scrivere una canzone assieme a Mark Street su Hayley e gli altri bambini che ne erano affetti. Il risultato fu la canzone "Voices of Tomorrow". e la pubblicazione di un album inciso dai The Kids Choir 2000, gruppo che incluse anche la stessa Hayley Okines, il cui ricavato fu devoluto alla Progeria Research Foundation.